# Edirne (provins)

Karta över Turkiet med Edirne markerat.

Edirne är en provins i den europeiska delen av Turkiet. Den har totalt 402 606 invånare (2000) och en areal på 6 241 km². Provinshuvudstad är Edirne.